# عالية (إربد)
عالية منطقة سكنية تقع في لواء بني عبيد، محافظة إربد في الأردن. تنتمي المنطقة لقضاء بني عبيد الذي يضم 8 مناطق. يقدر عدد سكانها بـ 1468 نسمة حسب إحصاء 2015.

## الوصلات الخارجية
- دائرة الاحصاءات العامة